# Eishockey-Weltmeisterschaft 1956
Als 23. Eishockey-Weltmeisterschaft und 34. Eishockey-Europameisterschaft gilt das olympische Eishockeyturnier der Winterolympiade 1956 in Cortina d’Ampezzo, Italien. Die nicht für das olympische Eishockeyturnier zugelassenen beziehungsweise qualifizierten Mannschaften DDR, Norwegen und Belgien führten vom 8. bis 10. März 1956 in Ost-Berlin eine „Ersatz-WM“ durch, die in einigen Statistiken auch als B-Weltmeisterschaft bezeichnet wird.
Zum zweiten Mal Welt- und zum dritten Mal Europameister wurde die UdSSR. Sie gewann das Turnier vor den USA. Für Kanada war der dritte Platz die bisher schlechteste Platzierung bei einer WM-Teilnahme.

## Olympisches Eishockeyturnier und A-Weltmeisterschaft
Siehe: Olympisches Eishockeyturnier der Winterspiele 1956

### Abschlussplatzierung der Weltmeisterschaft
| Pl | Mannschaft       |
| -- | ---------------- |
| 1  | Sowjetunion      |
| 2  | USA              |
| 3  | Kanada           |
| 4  | Schweden         |
| 5  | Tschechoslowakei |
| 6  | BR Deutschland   |
| 7  | Italien          |
| 8  | Polen            |
| 9  | Schweiz          |
| 10 | Österreich       |

### Meistermannschaft
| Weltmeister UdSSR | Jewgeni Babitsch, Wsewolod Bobrow, Nikolai Chlystow, Alexei Guryschew, Juri Krylow, Alfred Kutschewski, Walentin Kusin, Grigori Mkrtytschan, Wiktor Nikiforow, Juri Pantjuchow, Nikolai Putschkow, Wiktor Schuwalow, Genrich Sidorenkow, Nikolai Sologubow, Iwan Tregubow, Dimitri Ukolow, Alexander Uwarow |

### Abschlussplatzierung der Europameisterschaft
| Pl | Mannschaft       |
| -- | ---------------- |
| 1  | Sowjetunion      |
| 2  | Schweden         |
| 3  | Tschechoslowakei |
| 4  | BR Deutschland   |
| 5  | Italien          |
| 6  | Polen            |
| 7  | Schweiz          |
| 8  | Österreich       |

## Ersatz-Weltmeisterschaft
Die inoffizielle B-Weltmeisterschaft wurde in Ost-Berlin, DDR, ausgetragen. Zunächst hatte die Sektion Eishockey der DDR den Auftrag zur Ausrichtung des B-Turniers der Eishockey-Weltmeisterschaft an den Internationalen Eishockey-Verband zurückgegeben, nachdem die Mehrzahl der eingeladenen Nationen ihre Meldung aus verschiedenen Gründen zu diesem Turnier zurückgezogen hatte. Damit gab es keine offizielle B-Weltmeisterschaft. An Stelle des Junioren-Cups wurde in der Berliner Werner-Seelenbinder-Halle vom 8. bis 11. März ein Drei-Länder-Turnier vorgesehen, an dem die Auswahlen Belgiens, Norwegens sowie der DDR teilnahmen.

### Spiele
| 8. März 1956 | DDR Hans Frenzel Werner Heinicke (12.) Kurt Stürmer (17.) Manfred Buder (21.) | 4:1 (3:1, 1:0, 0:0) Spielbericht | Norwegen Moe (11.) | Werner-Seelenbinder-Halle, Berlin Zuschauer: 6.000 |

| 9. März 1956 20:00 Uhr | Belgien Moris (I.) Moris (2) (II.) Zukivsky (II.) Zukivsky (III.) Moris (III.) Notermann (III.) | 7:14 (1:7, 3:3, 3:4) Spielbericht | DDR Helmut Novy (2) (I.) Hans Frenzel (I.) Erwin Woitaschek (I.) Kurt Jablonski (I.) 6:1 Helmut Novy (I.) 7:1 Wolfgang Nickel (I.) Manfred Buder (II.) Hans Frenzel (II.) Wolfgang Blümel (II.) Manfred Buder (2) (III.) Wolfgang Nickel (III.) Wolfgang Blümel (III.) | Werner-Seelenbinder-Halle, Berlin Zuschauer: 6.000 |

| 10. März 1956 | Norwegen | 7:5 (1:3, 4:1, 2:1) | Belgien | Werner-Seelenbinder-Halle, Berlin |

Anm.: Der Deutsche Alfred Kuhnke (SC Einheit Berlin) stand im Tor der belgischen Mannschaft gegen Norwegen, da der ursprünglich vorgesehene Torhüter erkrankt war. Dies war auch sein erstes Länderspiel. Zudem wurde Belgien durch mehrere kanadische Spieler verstärkt.
Rückspiel außerhalb der unten stehenden Tabelle:
| 11. März 1956 18:30 Uhr | DDR | 5:2 (1:2, 3:0, 1:0) Spielbericht | Norwegen | Werner-Seelenbinder-Halle, Berlin |

### Abschlusstabelle
| Pl | Mannschaft | Sp | S | U | N | Tore  | Diff | Pkt. |
| -- | ---------- | -- | - | - | - | ----- | ---- | ---- |
| 1  | DDR        | 2  | 2 | 0 | 0 | 18:08 | +10  | 4:0  |
| 2  | Norwegen   | 2  | 1 | 0 | 1 | 08:09 | 0-1  | 2:2  |
| 3  | Belgien    | 2  | 0 | 0 | 2 | 12:21 | 0-9  | 0:4  |

(inoffizieller) B-Weltmeister 1956:  DDR
Bei einer kleinen Abschlussfeier des Drei-Länder-Turniers wurden von der Sektion Eishockey der DDR der Torhüter Günther Katzur (DDR), der Verteidiger Zukivsky (Belgo-Kanadier) und der Stürmer Andersen (Norwegens großer Bandy-Star) durch Pokale geehrt.